# Carter Rowney
Carter Rowney, född 10 maj 1989, är en kanadensisk professionell ishockeyforward som är spelar för Anaheim Ducks i NHL.
Han har tidigare spelat på NHL-nivå för Pittsburgh Penguins och på lägre nivåer för Wilkes-Barre/Scranton Penguins och Abbotsford Heat i AHL, Wheeling Nailers i ECHL och North Dakota Fighting Sioux/Varsity Athletics (University of North Dakota) i NCAA.
Rowney blev aldrig draftad av någon NHL-organisation.
Den 2 juli 2018 skrev han på ett treårskontrakt värt 3,4 miljoner dollar med Anaheim Ducks.

## Statistik
| 2003–2004   | Grande Prairie Storm           | AMBHL       | 37  | 18 | 18 | 36  | 40 | —  | — | —  | —  | —  |
| 2004–2005   | Grande Prairie Storm           | RAMHL       | 23  | 6  | 3  | 9   | 2  | —  | — | —  | —  | —  |
| 2005–2006   | Grande Prairie Storm           | RAMHL       | 39  | 48 | 25 | 73  | 39 | —  | — | —  | —  | —  |
|             | Grande Prairie Storm           | AJHL        | 1   | 0  | 1  | 1   | 0  | —  | — | —  | —  | —  |
| 2006–2007   | Grande Prairie Storm           | AJHL        | 42  | 7  | 12 | 19  | 28 | 6  | 0 | 0  | 0  | 2  |
| 2007–2008   | Grande Prairie Storm           | AJHL        | 52  | 16 | 15 | 31  | 47 | —  | — | —  | —  | —  |
| 2008–2009   | Grande Prairie Storm           | AJHL        | 62  | 35 | 43 | 78  | 71 | —  | — | —  | —  | —  |
| 2009–2010   | North Dakota Fighting Hawks    | NCAA        | 39  | 1  | 7  | 8   | 23 | —  | — | —  | —  | —  |
| 2010–2011   | North Dakota Fighting Hawks    | NCAA        | 28  | 3  | 2  | 5   | 14 | —  | — | —  | —  | —  |
| 2011–2012   | North Dakota Fighting Hawks    | NCAA        | 42  | 18 | 15 | 33  | 18 | —  | — | —  | —  | —  |
| 2012–2013   | North Dakota Varsity Athletics | NCAA        | 41  | 10 | 17 | 27  | 10 | —  | — | —  | —  | —  |
|             | Abbotsford Heat                | AHL         | 4   | 1  | 0  | 1   | 0  | —  | — | —  | —  | —  |
| 2013–2014   | Wilkes-Barre/Scranton Penguins | AHL         | 24  | 2  | 2  | 4   | 6  | 7  | 0 | 2  | 2  | 2  |
|             | Wheeling Nailers               | ECHL        | 39  | 13 | 31 | 44  | 19 | —  | — | —  | —  | —  |
| 2014–2015   | Wilkes-Barre/Scranton Penguins | AHL         | 63  | 10 | 21 | 31  | 31 | 8  | 2 | 2  | 4  | 4  |
|             | Wheeling Nailers               | ECHL        | 5   | 1  | 6  | 7   | 2  | —  | — | —  | —  | —  |
| 2015–2016   | Wilkes-Barre/Scranton Penguins | AHL         | 74  | 24 | 32 | 56  | 37 | 10 | 4 | 8  | 12 | 6  |
| 2016–2017   | Pittsburgh Penguins            | NHL         | 27  | 3  | 4  | 7   | 4  | 20 | 0 | 3  | 3  | 4  |
|             | Wilkes-Barre/Scranton Penguins | AHL         | 26  | 10 | 11 | 21  | 15 | —  | — | —  | —  | —  |
| 2017–2018   | Pittsburgh Penguins            | NHL         | 44  | 2  | 3  | 5   | 4  | 3  | 0 | 0  | 0  | 0  |
| 2018–2019   | Anaheim Ducks                  | NHL         | —   | —  | —  | —   | —  | —  | — | —  | —  | —  |
| NHL totalt  | NHL totalt                     | NHL totalt  | 71  | 5  | 7  | 12  | 8  | 23 | 0 | 3  | 3  | 4  |
| AHL totalt  | AHL totalt                     | AHL totalt  | 191 | 47 | 66 | 113 | 89 | 25 | 6 | 12 | 18 | 12 |
| ECHL totalt | ECHL totalt                    | ECHL totalt | 44  | 14 | 37 | 51  | 21 | —  | — | —  | —  | —  |
| NCAA totalt | NCAA totalt                    | NCAA totalt | 150 | 32 | 41 | 73  | 65 | —  | — | —  | —  | —  |